# That’s Where You Take Me
„That’s Where You Take Me” – ostatni singel amerykańskiej piosenkarki Britney Spears, pochodzącym z płyty pt. Britney. Piosenka wydana została w 2003 roku na Filipinach. Piosenka została napisana przez Britney Spears i jej producentów – Briana Kierulfa i Josha Schwartza.

## Teledysk
Piosence nie towarzyszył żaden teledysk. Aby stworzyć wideo, zebrano zbiór wszystkich występów Britney na żywo i za kulisami (w tym występów z Live from Las Vegas).

## Lista utworów
| Nr | Tytuł utworu               | Długość |
| -- | -------------------------- | ------- |
| 1. | „That’s Where You Take Me” | 3:32    |
| 2. | „When I Found You”         | 3:36    |
|    |                            | 7:08    |